# Perros-Guirec
Perros-Guirec är en kommun i departementet Côtes-d'Armor i regionen Bretagne i nordvästra Frankrike. Kommunen ligger i kantonen Perros-Guirec som tillhör arrondissementet Lannion. År 2022 hade Perros-Guirec 7 260 invånare.

## Befolkningsutveckling
Antalet invånare i kommunen Perros-Guirec
Referens:INSEE

## Galleri

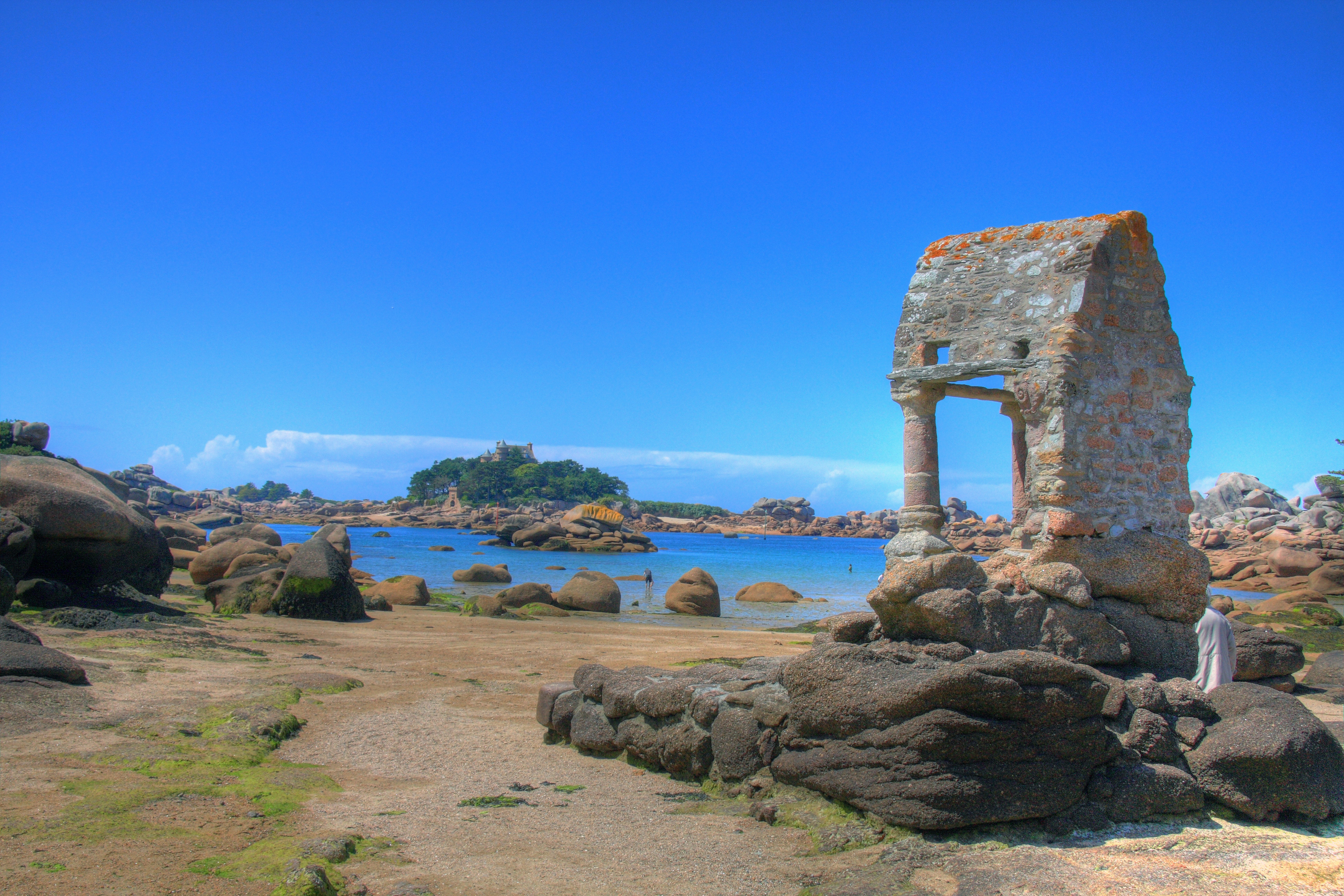
Oratoire de Saint-Guirec i Ploumanac'h.
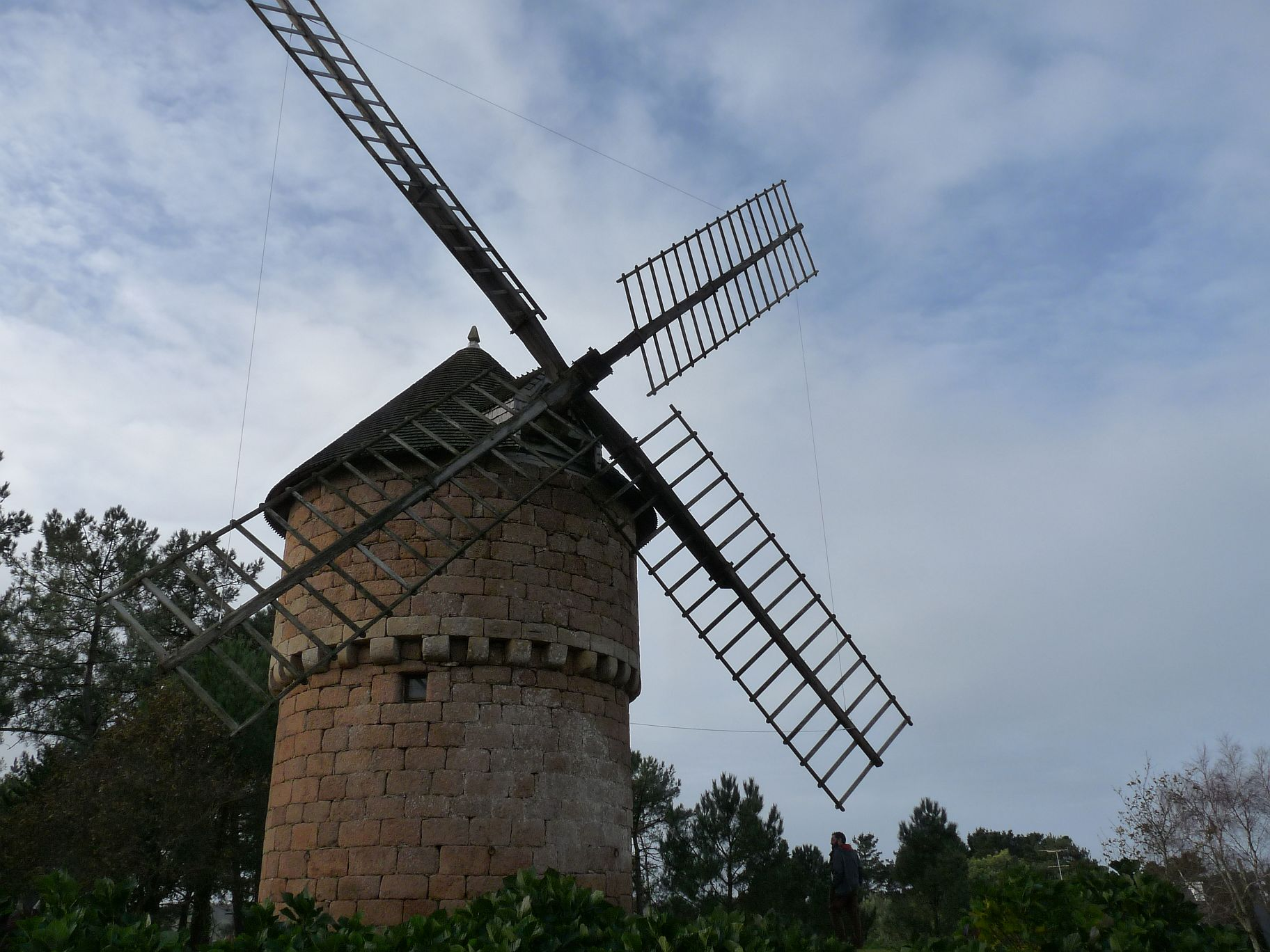
Väderkvarnen Moulin de la Lande du Crac'h i La Clarté.
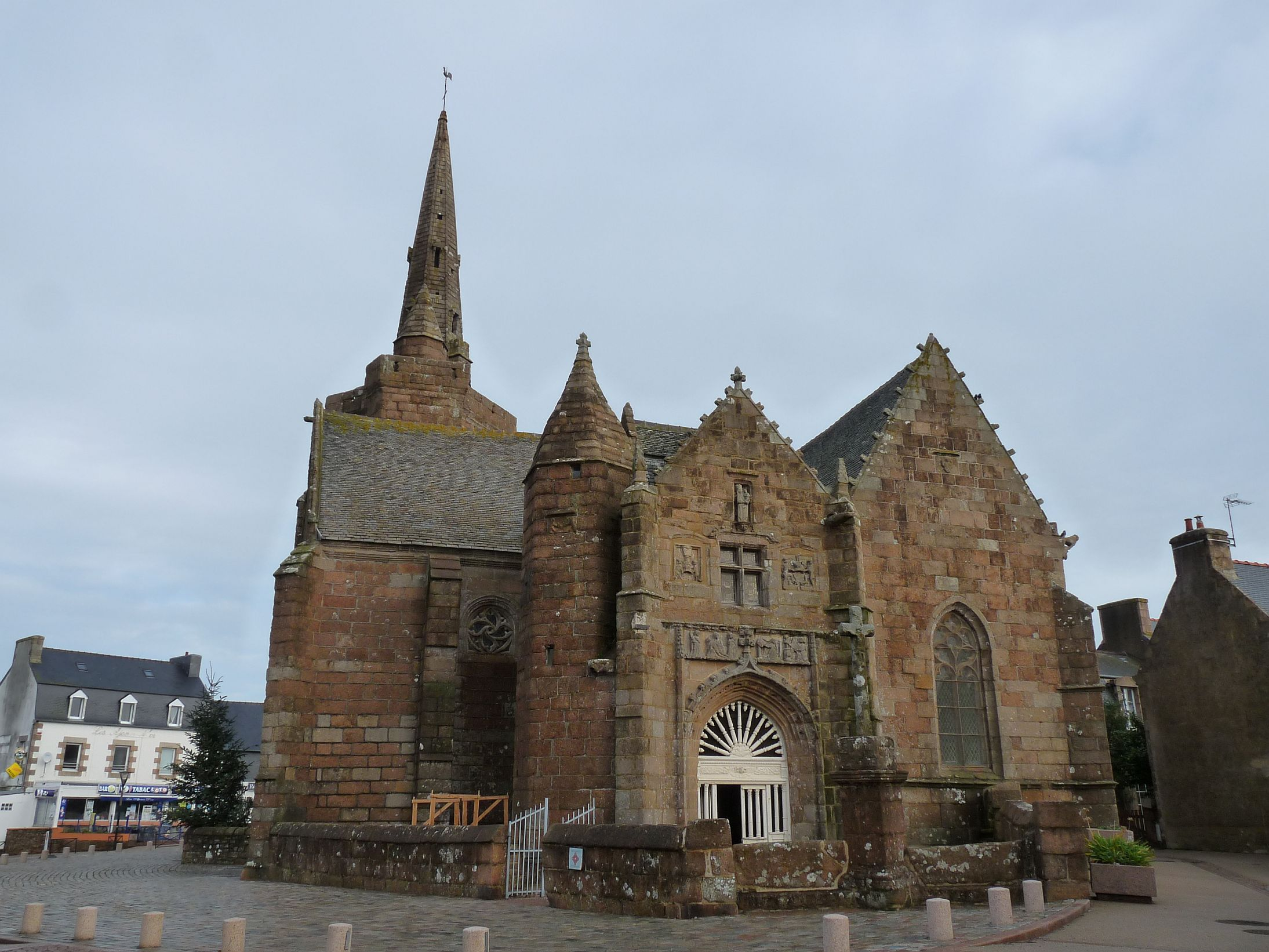
Kapellet Notre-Dame i La Clarté.
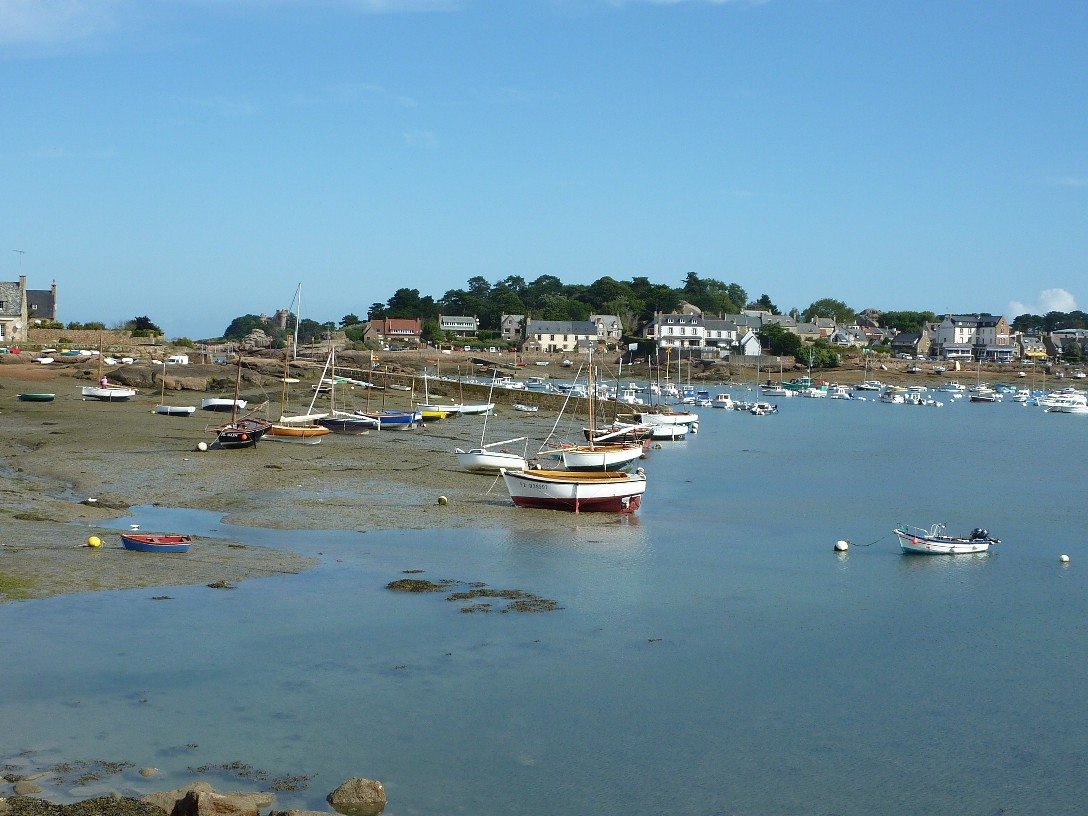
Byn Ploumanac'h vid ebb.
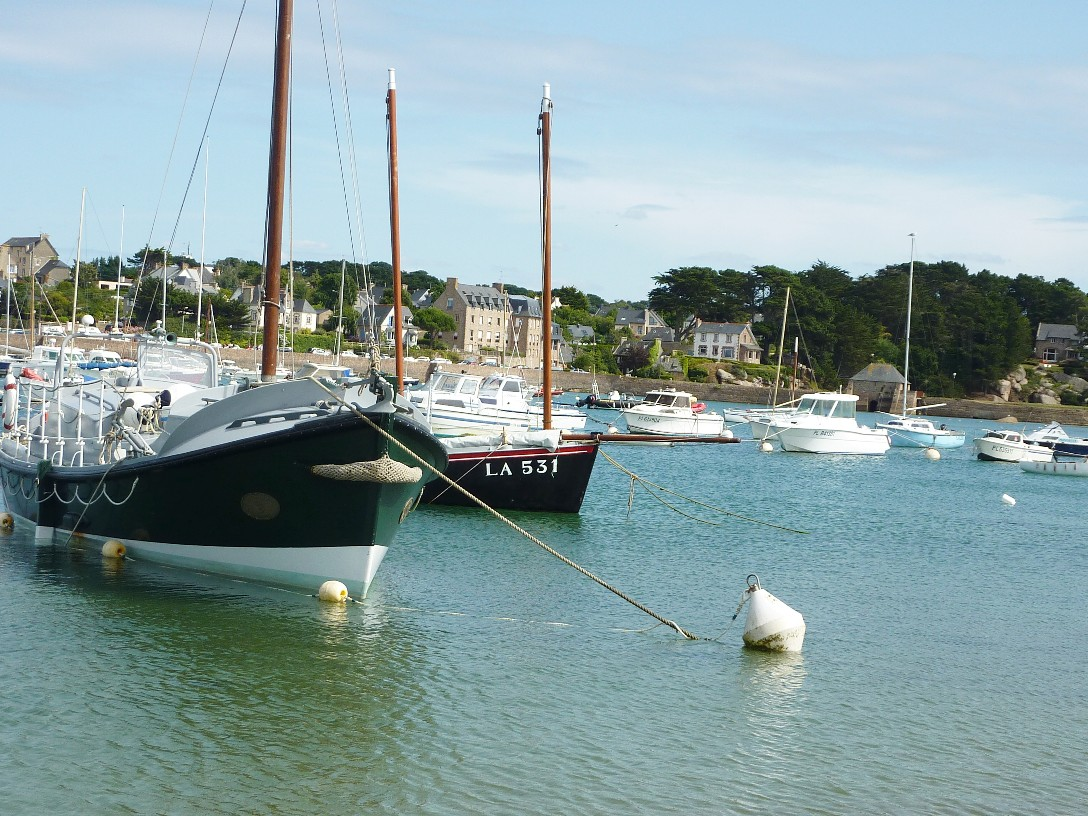
Hamnen i Ploumanac'h.